# Jenna Jameson
Jenna Jameson, pseudonimo di Jennifer Marie Massoli (Las Vegas, 9 aprile 1974), è un'ex attrice pornografica, regista e imprenditrice statunitense.

## Biografia

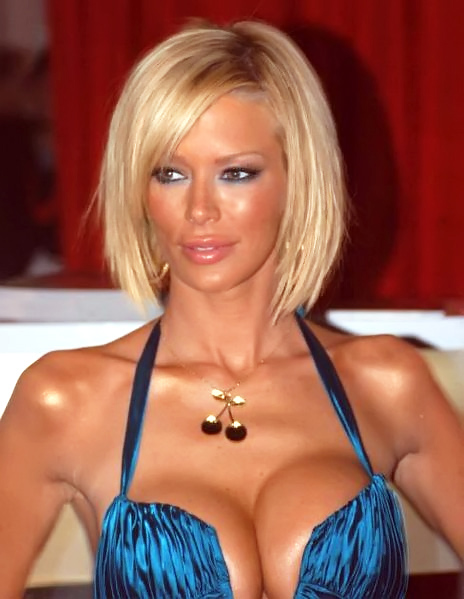
Jenna agli AVN Adult Entertainment Expo nel gennaio 2007

Jennifer Marie Massoli nasce a Las Vegas, Nevada, il 9 aprile 1974 da Lawrence Massoli e Judith Brooke Hunt. È la secondogenita della famiglia: ha un fratello maggiore di nome Tony. Il padre Lawrence, italoamericano, è un ex direttore dei programmi per l'emittente televisiva KSNV e sceriffo in pensione. La madre Judith è una showgirl che ha danzato nello spettacolo del Folies Bergère del Tropicana Resort & Casino. La madre muore di melanoma il 20 febbraio 1976, quando Jenna ha solo ventidue mesi. Le spese per le terapie contro il cancro riducono i suoi genitori sul lastrico quindi la famiglia Massoli si sposta tra Nevada, Arizona e Montana, vivendo in una casa mobile o presso la nonna paterna.
Il padre lavora principalmente per il Las Vegas Metropolitan Police Department e Jenna si affeziona molto al proprio fratello maggiore Tony. Partecipa spesso, da bambina, a concorsi di bellezza e frequenta corsi di balletto. Studia danza per quindici anni. Nel 1990 si trasferisce con la famiglia in un ranch a Fromberg, nel Montana. Nell'ottobre di quell'anno, dopo una partita di football alla Fromberg High School, viene stuprata e picchiata da un gruppo di ragazzi appartenenti alla squadra di una scuola vicina, che le avevano dato un passaggio sul loro pick-up, lasciandola priva di sensi.
All'età di 16 anni subisce una seconda violenza sessuale a opera di "Preacher", ossia lo zio di Jack, il suo primo fidanzato. Preacher nega che lo stupro sia mai avvenuto. Jenna non riferisce alcunché al padre e lascia la propria casa per andare a vivere con il fidanzato Jack, un tatuatore che le fa quello che è il primo, nonché il più famoso, di una serie di tatuaggi: due cuori sulla natica destra. Più tardi suo fratello Tony, anch'egli tatuatore, vi aggiungerà l'iscrizione "Heart Breaker" ("Rubacuori"). Jenna tenta di seguire le orme della madre come showgirl, a Las Vegas, ma viene ripetutamente rifiutata a causa della propria altezza, sensibilmente inferiore a quella minima richiesta, all'epoca 173 cm. È assunta al Vegas World, ma si licenzia dopo appena due mesi sostenendo che gli orari e la paga sono terribili.
Jack la incoraggia a cercare lavoro come ballerina e nel 1991, ancora minorenne, inizia a esibirsi negli strip club di Las Vegas usando un documento falso. Jenna cerca lavoro anche al Crazy Horse Too, ma il proprietario le dice di tornare quando non avrà più l'apparecchio ortodontico. Jenna torna a casa e si toglie l'apparecchio con delle pinze. Il giorno seguente torna al locale e ottiene il lavoro. Dopo 6 mesi arriva a guadagnare 2 000 dollari a notte. Intanto, si diploma alla Bonanza High School. È introdotta nel mondo del porno da un provino tenuto di fronte al pornoattore-produttore Randy West, noto per aver scoperto altri talenti quali Tera Patrick. Nel 2001 conduce l'edizione annuale degli AVN Award e nel 2004 con Jim Norton. Nel 2005 pubblica il libro autobiografico How To Make Love Like a Porn Star che nell'edizione italiana è diventato Vita da pornostar.
Ha lavorato principalmente per la Vivid Entertainment, ma anche per: New Sensations, Sin City, ClubJenna, Wicked Pictures, Ultimate, VCA Pictures, Randy West, Peach, New Vision Video, New Machine, Private, Adam & Eve, Digital Playground, NuTech e ha posato per un calendario per la marca di chitarre Jackson Guitars. È apparsa nel video musicale della canzone Without Me di Eminem e ha doppiato Candy Suxxx nel gioco Grand Theft Auto: Vice City. Compare inoltre in Hollywood a luci rosse, secondo episodio della terza stagione de I Griffin e collaborato con la ECW facendo parte di qualche show come manager. Nel gennaio 2008 agli AVN Awards annuncia il suo ritiro dalle scene come pornoattrice. Continua a lavorare comunque nella sua casa di produzione, la ClubJenna. Nella classifica del 2009 delle 50 persone più sexy degli anni novanta, si è classificata trentottesima. In un'intervista rilasciata al sito americano TMZ.com, la Jameson ha annunciato il proprio ritorno sulle scene del porno. Nel 2014 ha presentato l'edizione degli XBIZ Awards.

## Vita privata
Jenna Jameson è spesso stata oggetto di gossip per le sue molte presunte relazioni con personaggi dello spettacolo che, data la sua dichiarata bisessualità, sono sia maschi che femmine e vanno da Marilyn Manson a Tommy Lee; sicuri sono inoltre i suoi legami con altri personaggi pubblici come quello con l'attore cinematografico Nicolas Cage. Dal 1996 al 2001 è stata sposata con Brad Armstrong. Dal 2003 al 2006 è stata sposata con Jay Grdina. Dalla sua relazione con il lottatore di MMA Tito Ortiz, il 17 marzo 2009 sono nati due gemelli, Jesse Jameson e Journey Jette. Lasciatasi con Ortiz, dal 2015 frequenta Lior Bitton, con cui ha avuto Batel Lu nel 2017. Nel 2023 annuncia la fine della relazione con Bitton quindi inizia a frequentare la celebrità del web e parrucchiera Jessi Lawless, con la quale si sposa nel maggio dello stesso anno,  poi in aprile 2024 la moglie Lawless ha avviato la pratica per divorziare. 

## Riconoscimenti
- AVN Awards
  - 1996 – Best New Starlet[24]

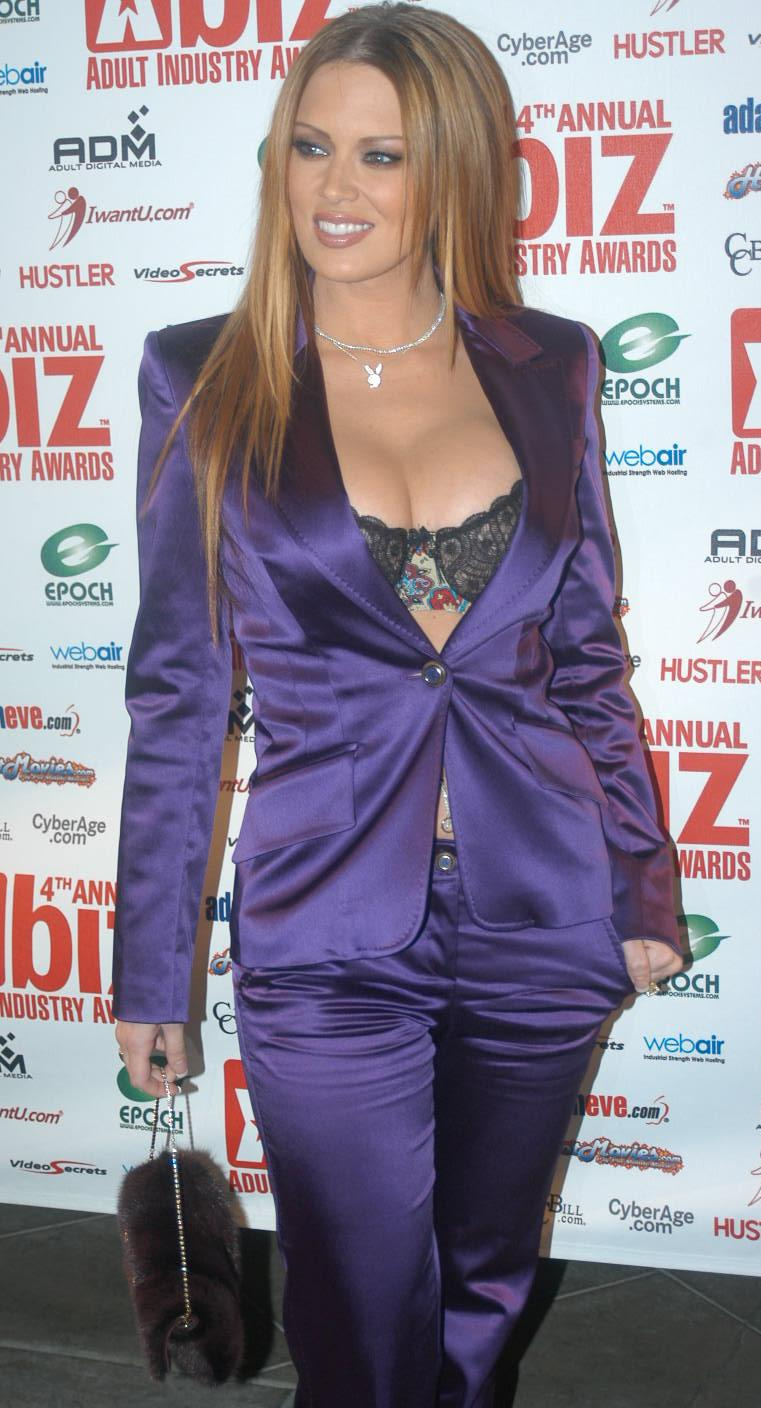
La Jameson durante gli XBiz Awards, 17 novembre, 2005

  - 1996 – Best Actress per Wicked One[25]
  - 1996 – Best Couples Sex Scene per Blue Movie con T.T. Boy[26]
  - 1997 – Best Couples Sex Scene per Jenna Loves Rocco con Rocco Siffredi[27]
  - 1997 – Best Couples Sex Scene per Conquest con Vince Vouyer[28]
  - 1998 – Best All-Girl Sex Scene per Satyr con Missy[29]
  - 2003 – Best All-Girl Sex Scene per I Dream of Jenna con Autumn e Nikita Denise[30]
  - 2005 – Best Actress per The Masseuse[31]
  - 2005 – Best Couples Sex Scene per The Masseuse con Justin Sterling[32]
  - 2005 – Best All-Girl Sex Scene per The Masseuse con Savanna Samson[33]
  - 2006 – AVN Hall of Fame[34]
  - 2006 – Best Supporting Actress per The Devil in Miss Jones[35]
  - 2006 – Best All-Girl Sex Scene per The Devil in Miss Jones con Savanna Samson[36]
  - 2006 – Crossover Star of the Year[37]
  - 2007 – Crossover Star of the Year[38]
- XBIZ Awards
  - 2006 – Businesswoman Of The Year[39]

- F.A.M.E. Awards
  - 2006 – Favorite Female Starlet[40]
  - 2006 – Hottest Body[41]
  - 2007 – Favorite Performer of All Time[42]

- XRCO Award
  - 1996 – Starlet of the Year[43]
  - 2004 – Best Girl/Girl scene per My Plaything 2 con Carmen Luvana[44]
  - 2005 – Hall of Fame[45]
  - 2005 – Mainstream's Adult Media Favorite Award per How to Make Love Like a Porn Star: A Cautionary Tale[46]
- G-Phoria Award
  - 2003 – Best Female Voice Performance per Grand Theft Auto: Vice City

## Filmografia

### Attrice
- Fantasy Women (1993)
- Baby Doll (1994)
- Cherry Pie (1994)
- Dinner Party 1 (1994)
- Elements of Desire (1994)
- Up And Cummers 10 (1994)
- Up And Cummers 11 (1994)
- Blue Movie (1995)
- Cover To Cover (1995)
- Dirty Bob's Xcellent Adventures 23 (1995)
- Exposure (1995)
- F Zone (1995)
- Hotsex 5: Cannes Connection 2 (1995)
- I Love Lesbians 1 (1995)
- Kiss (1995)
- On Her Back (1995)
- Photoplay (1995)
- Priceless (1995)
- Rumpman Goes To Cannes (1995)
- Silk Stockings: The Black Widow (1995)
- Starting Over (1995)
- Tender Loving Care (1995)
- Up And Cummers 17 (1995)
- Virtual Reality 69 (1995)
- Where the Boys Aren't 7 (1995)
- Wicked One (1995)
- Adult Video News Awards 1996 (1996)
- Betrayed (1996)
- Conquest (1996)
- Dirty Bob's Xcellent Adventures 27 (1996)
- Hard Evidence (1996)
- Jenna Ink (1996)
- Jenna Loves Rocco (1996)
- Jinx (1996)
- Lip Service (1996)
- N.Y. Video Magazine 9 (1996)
- Once In A Lifetime (1996)
- Phantasm (1996)
- Philmore Butts Strips Down (1996)
- Pure (1996)
- Silver Screen Confidential (1996)
- Smells Like... Sex (1996)
- Triple X 20 (1996)
- World Sex Tour 6 (1996)
- Private Parts, regia di Betty Thomas (1997)
- 69th Street (1997)
- Adult Entertainment Monthly 1 (1997)
- Adult Video News Awards 1997 (1997)
- AVN Halloween Sex-fest (1997)
- Convention Cuties (1997)
- Cum One Cum All 1 (1997)
- Daily Nudes (1997)
- Dangerous Tides (1997)
- Dirty Bob's Xcellent Adventures 29 (1997)
- Dirty Bob's Xcellent Adventures 30 (1997)
- Dirty Bob's Xcellent Adventures 31 (1997)
- Dirty Bob's Xcellent Adventures 33 (1997)
- Dirty Bob's Xcellent Adventures 35 (1997)
- Dirty Bob's Xcellent Adventures 37 (1997)
- Jenna's Built for Speed (1997)
- Jenna's Revenge (1997)
- Paradise (1997)
- Philmore Butts Taking Care Of Business (1997)
- Satyr (1997)
- Triple X 25 (1997)
- Wicked Weapon (1997)
- Couples 1 (1998)
- Flashpoint (1998)
- Jenna Exposed (1998)
- Maxed Out 9 (1998)
- Blown Away (1999)
- Deep Inside Kylie Ireland (1999)
- Emotions Of Jenna Jameson (1999)
- Hell On Heels (1999)
- Maxed Out 16 (1999)
- Virtual Sex with Jenna (1999)
- XRCO Awards 1999 (1999)
- Best of the Vivid Girls 30 (2000)
- Dream Quest - La regina dei sogni (Dream Quest), regia di Brad Armstrong (2000)
- Planet Max 1 (2000)
- Please Cum Inside Me 1 (2000)
- Roadshow: Jenna Jameson (2000)
- XRCO Awards 2000 (2000)
- Adult Video News Awards 2001 (2001)
- Briana Loves Jenna (2001)
- Deep Inside Jenna Jameson (2001)
- I Love Lesbians 10 (2001)
- Jenna: Extreme Close Up (2001)
- Mad About Jenna (2001)
- My Plaything: Jenna Jameson 1 (2001)
- Vajenna (2001)
- Where the Boys Aren't 14 (2001)
- Adult Video News Awards 2002 (2002)
- Best of the West (2002)
- Fluffy Cumsalot, Porn Star (2002)
- Girls Only: Janine (2002)
- I Dream of Jenna 1 (2002)
- Jenna From All Angles (2002)
- Jenna Jameson Revealed (2002)
- Jenna Jameson Untamed (2002)
- Jenna's Playhouse (2002)
- My Plaything: Jenna Jameson 2 (2002)
- Ultimate Firsts (2002)
- Up and Cummers 100 (2002)
- Young Jenna (2002)
- Adult Video News Awards 2003 (2003)
- Bella Loves Jenna (2003)
- Cruisin Jennaville (2003)
- Interviewing Jenna (2003)
- Jawbreakers (2003)
- Jenna Jameson: Blonde And Beyond (2003)
- Jenna Jameson's Wicked Anthology 1 (2003)
- Jenna Loves Felecia (2003)
- Jenna Loves Kobe (2003)
- Kobe Loves Jenna (2003)
- Where the Boys Aren't 16 (2003)
- Young Cream Pies 3 (2003)
- Adult Video News Awards 2004 (2004)
- Award Winning Sex Scenes (2004)
- Jenna And Friends (2004)
- Jenna Jameson's Wicked Anthology 2 (2004)
- Jenna Jameson's Wicked Anthology 3 (2004)
- Jenna Uncut and Uncensored (2004)
- Krystal Method (2004)
- Last Girl Standing (2004)
- Lickity Slit (2004)
- Masseuse 1 (2004)
- Where the Boys Aren't 17 (2004)
- Adult Video News Awards 2005 (2005)
- Fresh and Natural 2 (2005)
- Guide to Eating Out (2005)
- Jenna Loves Pain 1 (2005)
- Jenna's Star Power (2005)
- Les' Be Friends (2005)
- Lettin' Her Fingers Do The Walking (2005)
- New Devil in Miss Jones (2005)
- Breast Obsessed (2006)
- Janine Loves Jenna (2006)
- Jenna Does Carmen (2006)
- Jenna Loves Justin (2006)
- Jenna's Depraved (2006)
- Jesse Factor (2006)
- Laid In Japan (2006)
- Legal Tender (2006)
- Sophia Syndrome (2006)
- Spinners 2 (2006)
- Ultrapussy (2006)
- Undercover (2006)
- Blonde Legends (2007)
- I Dream of Jenna 2 (2007)
- Jenna Goes Solo (2007)
- Jenna's Gallery Blue (2007)
- Rump Rangers (2007)
- Saturday Night Beaver (2007)
- Zombie Strippers, regia di Jay Lee (2008)
- Burn (2008)
- Frosty The Snow Ho (2008)
- Heart Breaker (2008)
- Jenna Loves Diamonds (2008)
- Jenna Loves Pain 2 (2008)
- Being Jenna (2009)
- It Girl (2009)
- Jenna Confidential (2009)
- Jenna's Dirty Secret (2009)
- Nikita Loves Jenna (2009)
- Ashton Loves Jenna (2010)
- Jenna Is Timeless (2011)
- Wicked Digital Magazine 4 (2011)
- Babe Buffet: All You Can Eat (2012)

### Regista
- I Dream of Jenna 1 (2002)
- Bella Loves Jenna (2003)
- Krystal Method (2004)
- Jenna's Provocateur (2006)